# Gamla Upsala SK
Gamla Upsala SK (Gusk), är en idrottsförening från Uppsala i Uppsala län i Sverige. Gamla Upsala SK bildades den 24 april 1947. Föreningen har sitt huvudsakliga upptagningsområde i stadens nordöstra stadsdelar (Gamla Uppsala, Löten och delar av Gränby). Verksamheten bedrivs i huvudsak på Gamlis IP men för seriematcher används mestadels Lötens IP. Tävlingsdressen består av gul tröja och svart byxa.

## Damfotboll
Damlaget återfinns sedan 2022 i Elitettan. Efter åtta säsongen i division 1 lyckades Gusk vinna Norra Svealandsserien 2021 efter 20 segrar och blott 2 förluster. I Elitettankvalet utklassade laget Sollentuna FK hemma på Lötens IP och vann med 4-0. När sedan Umeålaget Thoréngruppen också besegrade Sollentuna var avancemanget till Elitettan klart för Gusk och Umeålaget.
Gusk inledde debutsäsongen i Elitettan 2022 strålande och efter fem omgångar låg laget på fjärde plats. När serien var färdigspelad placerade sig laget på åttonde plats och kommer därmed spela kvar i serien även 2023. I Elitettan har Gusk tagit upp kampen med IK Uppsala om titeln bäst i stan. Gusks hemmaderby 10 juni 2022 blev en högdramatisk tillställning inför 613 åskådare på Löten som gästerna vann med 5-4. IK Uppsala vann även "höstderbyt" (2-0) inför 1 457 mestadels besvikna åskådare.

## Herrfotboll
I herrfotboll har Gusk etablerat sig som Uppsalas näst främsta lag under 2000-talet, med spel i tredje högsta divisionen 2004 och 2005, säsongen 2004 var Gusk t.o.m. bäst i staden då laget slutade två placeringar före Sirius. Åren 2001-2003 och 2009-2021 spelade föreningen i fjärde högsta divisionen (nuvarande division 2) men återfinns sedan säsongen 2022 i division 3. Lagets främsta placering är en åttondeplats säsongen 2004 i dåvarande division 2 (då rikets tredje högsta serienivå).

## Övriga idrotter
Genom historien har Gusk utöver fotboll bedrivit bordtennis, längdskidåkning, bandy, och innebandy.

## Serieplaceringar, fotboll
| Nivå | Damer                             | Herrar                             |
| ---- | --------------------------------- | ---------------------------------- |
| 2    | Div. 1 (-2012), Elitettan (2013-) | Div. 1 (-1999), Superettan (2000-) |
| 3    | Div. 2 (-2012), Div. 1 (2013-)    | Div. 2 (-2005), Div. 1 (2006-)     |
| 4    | Div. 3 (-2012), Div. 2 (2013-)    | Div. 3 (-2005), Div. 2 (2006-)     |
| 5    | Div. 4 (-2012), Div. 3 (2013-)    | Div. 4 (-2005), Div. 3 (2006-)     |

### Damlaget sedan 2009
| Säsong | Serie                 | Placering  | Anmärkning                                                  |
| ------ | --------------------- | ---------- | ----------------------------------------------------------- |
| 2009   | Div. 2 Norra Svealand | 1 (10 lag) | kvalspel mot Morön BK och IFK Gävle                         |
| 2010   | Div. 2 Norra Svealand | 8 (9 lag)  | nedflyttad                                                  |
| 2011   | Div. 3                |            |                                                             |
| 2012   | Div. 2 Östra Svealand | 8 (10 lag) | nedflyttad, serieomläggning i.o.m. inrättandet av Elitettan |
| 2013   | Div. 2 Norra Svealand | 1 (10 lag) | uppflyttad                                                  |
| 2014   | Div. 1 Norra Svealand | 7 (12 lag) |                                                             |
| 2015   | Div. 1 Norra Svealand | 2 (12 lag) |                                                             |
| 2016   | Div. 1 Norra Svealand | 2 (12 lag) |                                                             |
| 2017   | Div. 1 Norra Svealand | 3 (12 lag) |                                                             |
| 2018   | Div. 1 Norra Svealand | 6 (12 lag) |                                                             |
| 2019   | Div. 1 Norra Svealand | 3 (12 lag) |                                                             |
| 2020   | Div. 1 Norra Svealand | 3 (12 lag) | enkelserie p.g.a. coronapandemin                            |
| 2021   | Div. 1 Norra Svealand | 1 (12 lag) | uppflyttad efter kvalspel mot Team TG och Sollentuna FK     |
| 2022   | Elitettan             | 8 (14 lag) |                                                             |
| 2023   | Elitettan             | 5 (14 lag) | tävlingen ännu ej avslutad                                  |

### Herrlaget sedan 2000
| Säsong | Serie                                             | Placering            | Anmärkning                                                       |
| ------ | ------------------------------------------------- | -------------------- | ---------------------------------------------------------------- |
| 2000   | Div. 4 Uppland västra Div. 4 Uppland/Gotland höst | 4 (8 lag) 1 (10 lag) | uppflyttad                                                       |
| 2001   | Div. 3 Norra Svealand                             | 5 (12 lag)           |                                                                  |
| 2002   | Div. 3 Norra Svealand                             | 4 (12 lag)           |                                                                  |
| 2003   | Div. 3 Norra Svealand                             | 1 (12 lag)           | uppflyttad                                                       |
| 2004   | Div. 2 Östra Svealand                             | 8 (12 lag)           | Bäst i Uppsala, IK Sirius slutade på tionde plats i samma serie. |
| 2005   | Div. 2 Norra Svealand                             | 12 (12 lag)          | nedflyttad två nivåer p.g.a. serieomläggning                     |
| 2006   | Div. 3 Norra Svealand                             | 4 (12 lag)           |                                                                  |
| 2007   | Div. 3 Norra Svealand                             | 3 (12 lag)           |                                                                  |
| 2008   | Div. 3 Norra Svealand                             | 1 (12 lag)           | uppflyttad                                                       |
| 2009   | Div. 2 Norra Svealand                             | 4 (12 lag)           |                                                                  |
| 2010   | Div. 2 Norra Svealand                             | 6 (12 lag)           |                                                                  |
| 2011   | Div. 2 Norra Svealand                             | 3 (12 lag)           |                                                                  |
| 2012   | Div. 2 Norra Svealand                             | 9 (12 lag)           |                                                                  |
| 2013   | Div. 2 Norra Svealand                             | 8 (12 lag)           |                                                                  |
| 2014   | Div. 2 Norra Svealand                             | 2 (12 lag)           |                                                                  |
| 2015   | Div. 2 Norra Svealand                             | 8 (14 lag)           |                                                                  |
| 2016   | Div. 2 Norra Svealand                             | 7 (14 lag)           |                                                                  |
| 2017   | Div. 2 Norra Svealand                             | 10 (14 lag)          |                                                                  |
| 2018   | Div. 2 Norra Svealand                             | 10 (14 lag)          |                                                                  |
| 2019   | Div. 2 Norra Svealand                             | 4 (14 lag)           |                                                                  |
| 2020   | Div. 2 Norra Svealand                             | 6 (14 lag)           | enkelserie p.g.a. coronapandemin                                 |
| 2021   | Div. 2 Norra Svealand                             | 13 (14 lag)          | nedflyttad                                                       |
| 2022   | Div. 3 Norra Svealand                             | 5 (12 lag)           |                                                                  |
| 2023   | Div. 3 Norra Svealand                             |                      | tävlingen ännu ej avslutad                                       |